# Siège de Nesle
conflit franco-bourguignon
Le siège de Nesle ou sac de Nesle est une opération militaire qui se déroula en 1472 et au cours de laquelle, les troupes de Charles le Téméraire, duc de Bourgogne, assiégèrent la ville de Nesle en Picardie, avant de la mettre à sac et de massacrer la population civile.

## Contexte historique
Le sac de Nesle et le massacre des Neslois intervint dans le contexte de la lutte franco-bourguignonne, entre Louis XI, roi de France, et Charles le Téméraire, duc de Bourgogne. Le 3 octobre 1471, La France et la Bourgogne avaient signé le traité du Crotoy par lequel Louis XI s'engageait à rendre au Téméraire les villes d'Amiens et de Saint-Quentin.
Dans le même temps, Louis XI partit guerroyer en Guyenne et s'empara des terres de son frère le duc de Guyenne, allié du Téméraire qui venait de mourir. Sa position étant renforcée, Louis XI refusa d'appliquer le traité du Crotoy, poussant le bouillant duc de Bourgogne à passer à l'action.
En 1472, après avoir rompu la paix de Péronne, Charles le Téméraire accusa le roi de France Louis XI d’avoir empoisonné son frère Charles de France, duc de Guyenne, qui était l’un de ses plus farouches opposants.
Le duc de Bourgogne prit alors les armes pour se rendre en Normandie y retrouver son allié François II, duc de Bretagne.

## La prise de Nesle par les Bourguignons
Charles le Téméraire partant d’Arras, à la tête de 80 000 hommes, franchit la Somme à Bray qu'il ruina, le 11 juin 1472 et entra dans le Santerre. 
Le 15 juin 1472, les Bourguignons arrivèrent devant la place forte de Nesle, défendue par 500 archers commandés par un capitaine, connu sous le nom de Petit-Picard. Les assaillants lancèrent quelques charges, mais les défenseurs les repoussèrent. Un héraut de Bourgogne fut alors chargé de sommer les défenseurs d'ouvrir les portes de la ville. Les défenseurs, ne voulant rien entendre, le tuèrent. 
Cependant la garnison n'était pas en mesure de défendre seule la ville contre l’armée du duc de Bourgogne, et les habitants ne voulaient pas courir le risque d'un assaut. Dès le lendemain, Petit-Picard et la dame de Nesle demandèrent à parlementer avec Antoine, bâtard de Bourgogne, qui commandait les assiégeants. 
On accorda la vie sauve aux francs-archers qui, selon les conditions, commençaient à déposer leurs armes. Cependant, les ordres donnés ne furent pas respectés : d'un côté, les habitants ouvraient les portes, pendant que d’autres, avec quelques archers ne voulant pas se rendre, tuèrent encore deux Bourguignons. Toute capitulation fut alors rompue.

## Le massacre
Antoine de Bourgogne fit mettre en sûreté Madame de Nesle ainsi que ses serviteurs, puis les assiégeants se précipitèrent dans la ville ou ils commencèrent un effroyable carnage. 
Le duc de Bourgogne arriva, et tout n'en devint que plus cruel : 
- Le capitaine neslois Petit-Picard fut pendu à une potence ;
- Les francs-archers eurent soit le poing coupé, soit un œil crevé, soit furent noyés[2] ;
- Les habitants, hommes, femmes et enfants, furent massacrés ;
- Le feu fut mis aux maisons ;
- La collégiale Notre-Dame-de-l'Assomption était remplie de malheureux qui y cherchaient asile contre la fureur de la soldatesque. Les Bourguignons égorgèrent tous ceux qui s'y étaient réfugiés.

Lorsque le duc entra à cheval dans l'église, et qu'il la vit couverte de cadavres qui gisaient dans un demi-pied de sang, il fit le signe de la croix, et, selon des chroniqueurs français, aurait dit : 
- « Voilà une belle vue ! J'ai de bons bouchers »
- ou « Saint Georges ! Veci belle boucherie, j'ai de bons bouchers »

La ville de Nesle fut totalement détruite et démolie.

## Conséquences
Quand la nouvelle du sac de Nesle fut connue, les habitants de Roye décidèrent d'ouvrir leurs portes au duc de Bourgogne. Montdidier s'ouvrit également à lui. Charles le Téméraire put ainsi arriver sans encombre à Beauvais dont il fit le siège.
Nesle ne se releva pas d'une telle mise-à-sac et ne retrouva jamais l'importance qu'elle avait à la fin du Moyen Âge.

## Lieu de mémoire
- À Nesle, une des rues de la ville est nommée « rue du Sac ».

## Pour approfondir